# Neuville-lès-This
Neuville-lès-This ist eine französische Gemeinde mit 329 Einwohnern (Stand: 1. Januar 2022) im Département Ardennes in der Region Grand Est (vor 2016 Champagne-Ardenne); sie gehört zum Arrondissement Charleville-Mézières und zum Kanton Rocroi.

## Geographie
Neuville-lès-This liegt etwa 14 Kilometer westsüdwestlich von Charleville-Mézières. Umgeben wird Neuville-lès-This von den Nachbargemeinden Saint-Marcel im Norden, This im Norden und Nordosten, Fagnon im Osten und Süden, Thin-le-Moutier im Südwesten und Westen sowie Clavy-Warby im Westen und Nordwesten.

## Bevölkerungsentwicklung
| Jahr                       | 1962 | 1968 | 1975 | 1982 | 1990 | 1999 | 2006 | 2011 | 2019 |
| Einwohner                  | 268  | 256  | 261  | 301  | 343  | 353  | 388  | 375  | 373  |
| Quellen: Cassini und INSEE |      |      |      |      |      |      |      |      |      |

## Sehenswürdigkeiten

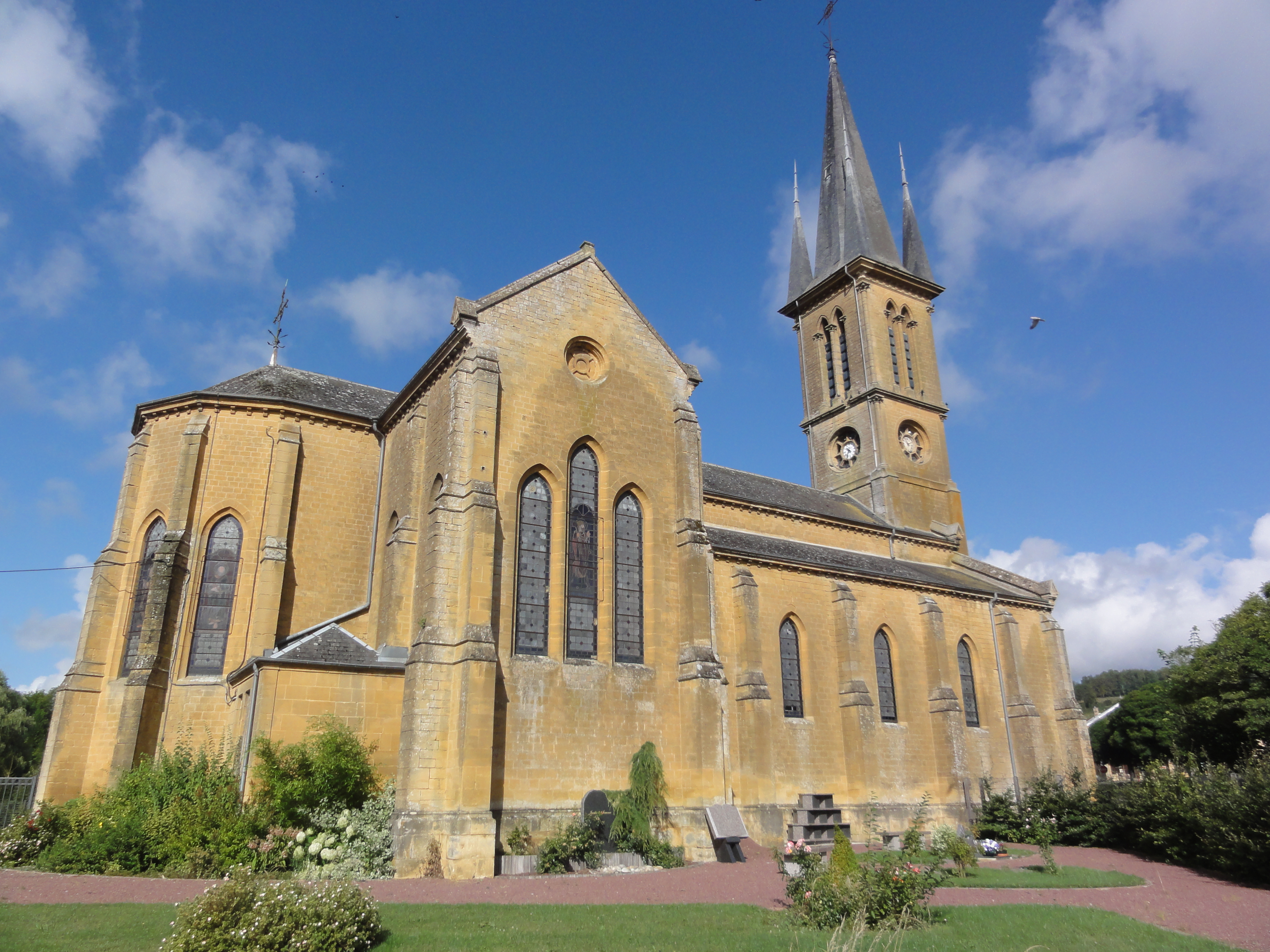
Kirche Saint-Nicolas

- Kirche Saint-Nicolas